# Yang Ya-chu
Yang Ya-chu (chiń. trad. 楊雅筑; pinyin Yáng Yǎzhù; ur. 8 lipca 1991 w Zhonghe) – tajwańska siatkarka grająca na pozycji rozgrywającej. Wielokrotna reprezentantka kraju.
Z tajwańską kadrą grała między innymi na Igrzyskach Azjatyckich 2010. Występowała również w juniorskiej reprezentacji kraju.